# Elżbieta Bieńkowská
Elžbieta Eva Bieńkowská, polsky: Elżbieta Ewa Bieńkowska, rozena Moycho (* 4. února 1964 Katovice) je polská liberální politička, v letech 2014–2019 komisařka pro vnitřní trh, průmysl, podnikání a malé a střední podniky v Junckerově evropské komisi.
Od listopadu 2013 do září 2014 byla místopředsedkyní vlády a ministryní pro infrastrukturu a rozvoj ve druhém kabinetu Donalda Tuska. V letech 2007–2013 působila na pozici ministryně regionálního rozvoje v rámci první a druhé Tuskovy vlády.

## Biografie

### Vzdělání
V roce 1989 absolvovala magisterský obor orientální filologie na Jagellonské univerzitě. Vysokoškolský diplom také získala v postgraduálním programu na Polish National School of Public Administration a titul MBA pak na Varšavské ekonomické škole (Szkoła Główna Handlowa w Warszawie).

### Profesní kariéra
Přednášela na Slezské polytechnice v Gliwicích (Politechnika Śląska). Následně rozvinula kariéru ve státní správě. Působila v obchodním odboru úřadu Slezského vojvodství, než se stala šéfkou sekretariátu programu Evropské unie Phare INRED.

### Politická kariéra
V první vládě Donalda Tuska působila mezi lety 2007–2011 jako ministryně regionálního rozvoje. V úřadu pokračovala i po zformování druhého Tuskova kabinetu od 18. listopadu 2011. V rámci vládní rekonstrukce v listopadu 2013 bylo jí vedené ministerstvo zrušeno a nahrazeno nově zřízeným ministerstvem pro infrastrukturu a rozvoj, kde pokračovala v jeho čele. Současně se stala místopředsedkyní vlády. Z obou úřadů odešla 22. září 2014, kdy se vlády ujal kabinet Ewy Kopaczové. Sama se charakterizovala jako „technokratka“.
V Junckerově evropské komisi, působící v letech 2014–2019, se 10. září 2014 stala designovanou eurokomisařkou pro vnitřní trh, průmysl, podnikání a malé a střední podniky, jakožto nově ustaveného portfolia. Úřadu se ujala 1. listopadu 2014 po schvalovacím procesu v Evropském parlamentu a opustila jej 30. listopadu 2019.

## Vyznamenání
- – Královský norský řád za zásluhy (Den Kongelige Norske Fortjenstorden)
- – zlatá medaile Za zásluhy o hasičstvo [5]